# Bidya Devi Bhandari
Bidya Devi Bhandari (en népalais : बिद्या देवी भण्डारी), née le 19 juin 1961 à Bhojpur (Koshi), est une femme d'État népalaise, présidente de la république démocratique fédérale du Népal du 29 octobre 2015 au 13 mars 2023. 
Militante féministe et membre du Parti communiste du Népal (marxiste-léniniste unifié) puis du Parti communiste du Népal, elle est ministre de la Défense entre 2009 et 2011.

## Biographie

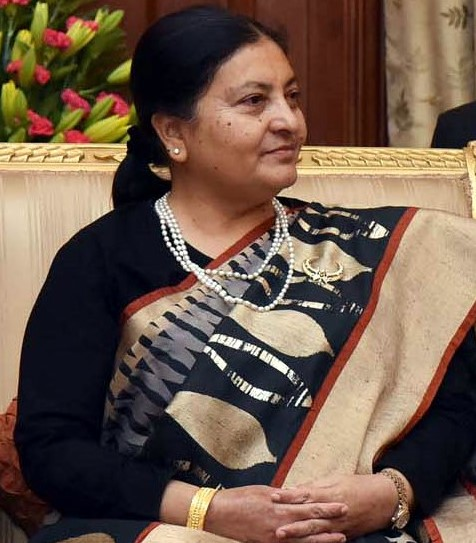
Bidya Devi Bhandari en 2017.

Vice-présidente du Parti communiste du Népal (marxiste-léniniste unifié), elle est élue présidente de la République par le Parlement le 28 octobre 2015, obtenant 327 voix contre 214 pour le dirigeant du Congrès népalais, Kul Bahadur Gurung. Elle est la première femme à occuper cette fonction. Elle signe une révision d'un code pénal jugé archaïque. Cette réforme criminalise le système de dot et interdit la pratique d’ostraciser les femmes durant leurs règles.
En mars 2018, en prévision de l'élection présidentielle, elle annonce vouloir solliciter un second mandat. Un autre cadre du parti, Jhalnath Khanal, se porte candidat. Le parti se réunit en congrès le 6 mars pour décider entre leurs candidatures. Bidya Devi Bhandari reçoit l'investiture et dépose officiellement sa candidature le lendemain,. 
Kumari Laxmi Rai dépose sa candidature en tant que candidate du Congrès népalais. L'alliance de gauche détenant une majorité des deux tiers au parlement, ainsi que la majorité absolue dans six des sept provinces népalaises, la victoire de Bidya Devi Bhandari est considérée comme acquise. Elle est ainsi réélue avec plus de 74 % des voix, contre environ 25 % pour son adversaire,.